# 徳島県立国府支援学校
徳島県立 国府支援学校（とくしまけんりつ こくふしえんがっこう）は、徳島県徳島市国府町矢野字松木にある公立の特別支援学校。

## 沿革
- 1988年 - 池田分校を設置。
- 2010年 - 池田分校が徳島県立池田支援学校として開校。

## 設置課程
- 小学部
- 中学部
- 高等部